# Myristica fissiflora
Myristica fissiflora är en tvåhjärtbladig växtart. Myristica fissiflora ingår i släktet Myristica och familjen Myristicaceae.

## Underarter
Arten delas in i följande underarter:
- M. f. fissiflora
- M. f. kostermansii